# Margaux Flavet
Margaux Milla Brigitte Flavet, född 2 september 2008 i Stockholm, är en svensk sångerska och deltagare i Idol 2024. Hon deltog även som elvaåring i TV-programmet Talangs tionde säsong på TV4, där hon lyckades ta sig till final. Hon lyckades även med att ta sig till final i Idol, där hon fick chansen att få möta Joel Nordenberg och Minou Nilsson. Väl i denna final så stod hon som segrare, som den yngsta vinnaren i programmets historia.

## Diskografi

### Singlar
- 2024 – "I'll Write Your Name Across the Sky" (vinnarlåt i Idol 2024), text och musik: Jörgen Elofsson